# Pantostomus melanotides
Pantostomus melanotides är en tvåvingeart som beskrevs av Hesse 1956. Pantostomus melanotides ingår i släktet Pantostomus och familjen svävflugor. Inga underarter finns listade i Catalogue of Life.